# Гунді Мзаба
Гунді Мзаба (Massoutiera mzabi) — вид родини гундієві ряду гризуни. Єдиний представник роду Massoutiera. Видова назва походить від назви регіону Мзаб. 

## Опис
Країни поширення: Алжир, Чад, Малі, Нігер. У Алжирі живе в гірських регіонах і високогірних плато на висотах від 500 до 2300 м над рівнем моря. Живе тільки в скелястих місцевостях, де знаходить притулок у тріщинах. Колонії, як правило, розташовані на схилах гір чи біля ваді. Вид веде денний і солітарний спосіб життя; пари збираються разом під час періоду розмноження. Спостерігалося п'ять виводків, у чотирьох було по два малюка, у п'ятому — п'ять. Як правило, буває два виводки на рік. Довжина голови й тіла: 170—240 мм, довжина хвоста: близько 35 мм, середня вага: 172 г — чоловічої статі, 194 г — жіночої. Колір хутра це відтінки жовтого і коричневого.

## Генетика
Кількість хромосом, 2n=36.

## Загрози та охорона
Хоча нема серйозних загроз цього виду, надмірний випас худоби може бути потенційною загрозою. Тривалі періоди посухи також можуть бути загрозою. Вид реєструється в багатьох заповідниках.